# Alaló
Alaló es una localidad española del municipio de Berlanga de Duero, perteneciente a la provincia de Soria, en la comunidad autónoma de Castilla y León. 

## Geografía
Situada en el sur de la provincia de Soria, a 1062 m de altitud. El clima es continental, y predomina el cultivo de cereal. El término de Alaló data geológicamente del Cretácico; hay depósitos liásicos y sobresalen las rocas cenomanenses.
Pertenece a la comarca de Berlanga y al partido judicial de Almazán, Desde el punto de vista jerárquico de la Iglesia católica forma parte de la diócesis de Osma la cual, a su vez, pertenece a la archidiócesis de Burgos, aunque históricamente ha pertenecido al obispado de Sigüenza en el arciprestazgo de Berlanga. Alaló forma parte del tramo del Destierro del Camino del Cid. En la actualidad, Alaló pertenece al ayuntamiento de Berlanga de Duero, 11,4 km al sur de dicha población y a unos 60 km de Soria capital, en el límite sur de la provincia.
Las poblaciones más cercanas son Paones, Lumías, Abanco, Brías y Torrevicente.

«...Que tiene horizonte despejado y clima frío, dista siete leguas de Sigüenza; once de Soria, su capital; cinco y media de Almazán, su partido, y treinta de Burgos, su audiencia antigua y capitanía general.
Limita su término con los de Cabreriza, Paones, Torrevicente, Arenillas, Lumias y Abanco: Tiene 70 vecinos; casa rectoral y huerto propio del curato y la abundancia de pastos, corre parejas con la escasez, de leñas de su pequeño monte: las producciones son las generales de agricultura, y el terreno aunque llano por lo general, es bastante estéril, si bien reúne 400 fanegas de 1ª calidad.
La Iglesia parroquial de 2.º ascenso, dedicada a San Felipe y Santiago, la ermita de La Soledad, y las casa y retribuciones.
Comunica por Soria por camino de herradura, y pertenece al arciprestazgo de Berlanga; siendo centro de Conferencias; donde concurren los pueblos de Abanco, Torrevicente, Lumias, Arenillas y Cabreriza.
Soria, es también su audiencia de inscripción. ...»

## Historia
El topónimo del pueblo, «Alaló», parece de origen árabe por lo que es posible que ya existiese la población cuando, en 1060, Fernando I realiza una algarada por las tierras de Berlanga de Duero. Lo que sí aparece documentado es su adscripción, acabada la reconquista, a la comunidad de villa y tierra de Berlanga
En el censo del obispado seguntino de 1352 leemos: «en la iglesia de Halalo son 4 beneficios e medio el uno es curado e ha de renta 80 mrs. et los otros tres beneficios vale cada uno 25 mrs. e el medio beneficio vale 12 mrs. e medio».
El censo de Pecheros de 1528, en el que no se contaban eclesiásticos, hidalgos y nobles, registraba la existencia 32 pecheros, es decir unidades familiares que pagaban impuestos. En el documento original figuraba como Alaló, formando parte de la comunidad de villa y tierra de Berlanga.
A mediados del siglo XVIII este lugar del señorío de la marquesa de Berlanga tenía 26 vecinos que residían en 32 casas. Existía una taberna-mesón y panadería. Por oficios: «un sacristán, tres guardas de ganado, tres pastores, ocho tratantes de mulas, 39 labradores, 4 criados de labradores, un clérigo-cura párroco y un pobre de solemnidad».
A la caída del Antiguo Régimen la localidad de constituyó en municipio constitucional, entonces conocido como Alaló en la región de Castilla la Vieja, partido de Almazán, que en el censo de 1842 contaba con 36 hogares y 144 vecinos.
A finales del siglo XX, este municipio desapareció porque se integró en el municipio Berlanga de Duero.

## Demografía
| Gráfica de evolución demográfica de Alaló entre 1842 y 1960 |
| |
| Población de derecho según los censos de población del INE Población de hecho según los censos de población del INEEntre el censo de 1970 y el anterior, este municipio desaparece porque se integra en el municipio 42035 (Berlanga de Duero) |

Alaló contaba a 23 de enero de 2015 con una población de 20 habitantes, 11 hombres y 9 mujeres.
| Gráfica de evolución demográfica de Alaló entre 2000 y 2017                                      |
|                                                                                                  |
| Población de derecho (2000-2017) según los censos de población del INE a 1 de enero de cada año. |

## Patrimonio
- Iglesia de los Santos Justo y Pastor: la parroquial, según Madoz (1850), tenía la advocación de los apóstoles San Felipe y Santiago y se dice que los libros parroquiales ascendían a principios del siglo XVI. Dicha advocación continuaba a comienzos del siglo XX. Actualmente está dedicada a los santos Justo y Pastor. El templo actual, en su mayor parte, se construyó hacia 1700, si bien la torre puede que sea de los siglos XVI o XVII empleando parte de los sillares románicos de una iglesia anterior. Cabe reseñar el crismón románico de su portada cegada del sur.
- Ermita de la Soledad, del siglo XVII o XVIII, en la que también se ven sillares y algún otro elemento románico.
- Palomares, destaca el palomar circular situado al noroeste del pueblo bajando por una calle estrecha desde la plaza mayor. En sus proximidades hay otro palomar cerca del lavadero y fuente pública, y también media docena de palomares cuadrangulares, del siglo pasado, en las laderas del noreste.
- Casa solariega con rejería de forma y símbolos de algunas Órdenes Militares.

## Fiestas
Su fiesta principal es el martes siguiente al tercer domingo de agosto.